# Hartwarden
Hartwarden ist ein Ortsteil (Bauerschaft) von Rodenkirchen in der Gemeinde Stadland im Landkreis Wesermarsch.

## Geografie

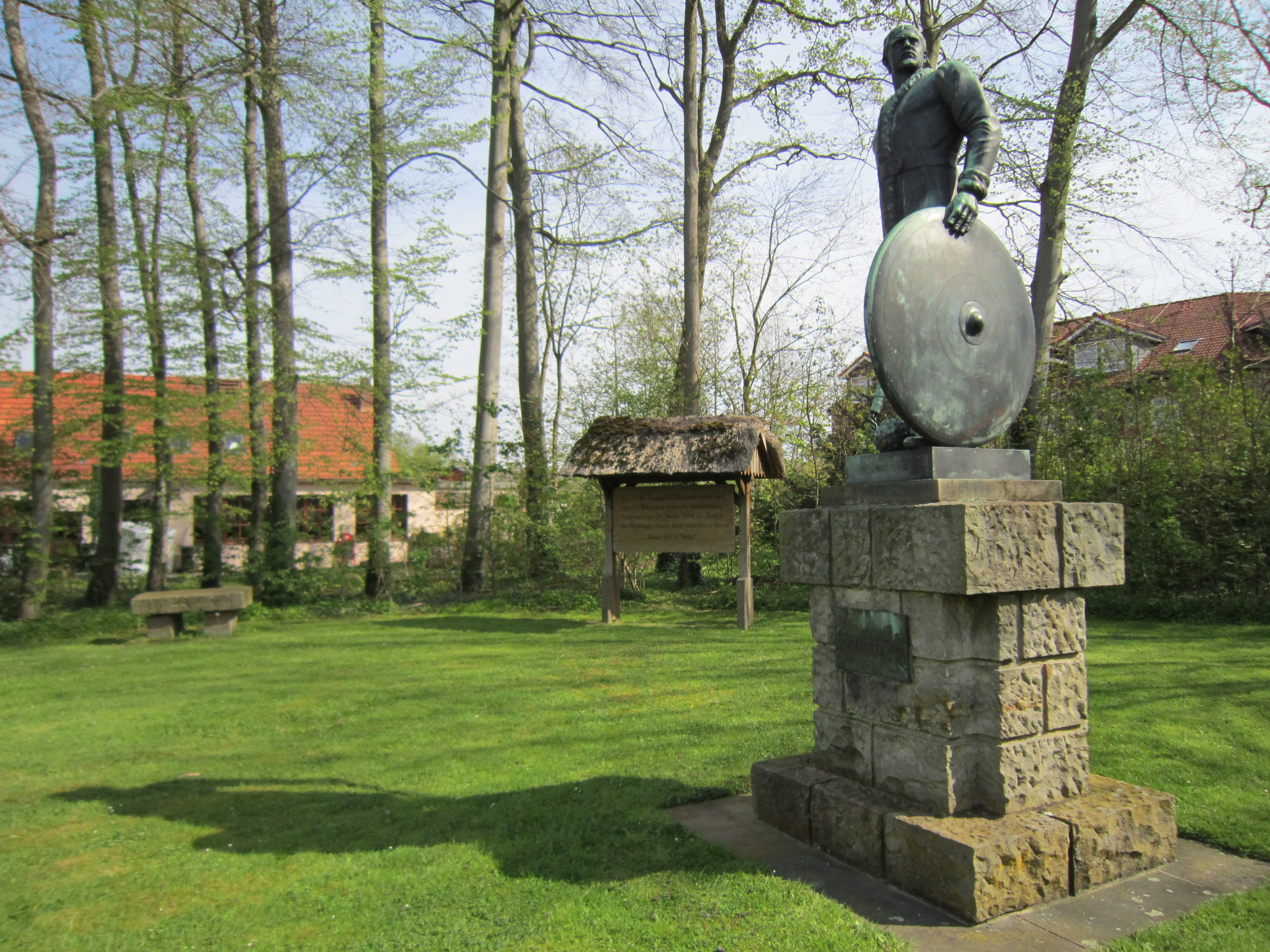
Hartwarder Friese, 1914 zum Gedenken an die Schlacht errichtet.

Hartwarden befindet sich in direkter Umgebung der östlich verlaufenden Weser, es liegt auf dem Uferwall des Flusses und ist damit Teil des historischen Stadlandes. Heute ist Hartwarden direkt mit Rodenkirchen verbunden.

## Geschichte
Hartwarden und das Hartwarder Siel wurden 1417 erstmals in einer Schenkungsurkunde des Bremer Rates als Hartwurden und Hartwurder zyl erwähnt. Hartwarder stellte mit seiner Landwehr eine strategisch wichtige Position dar. Die Schwarze Garde siegte 1499 an der Landwehr gegen die Rüstringer. Im Jahr 1501 wehrten die Rüstringen wiederum an der Landwehr einen Angriff des Herzogs von Braunschweig und des Oldenburger Grafen auf Butjadingen ab. Während der Sächsischen Fehde 1514 verloren die Rüstringer bei der Schlacht an der Hartwarder Landwehr gegen ein Heer das von Herzog Heinrich dem Älteren von Braunschweig angeführt wurde. Die Niederlage bedeutete für die Rüstringer und Butjadinger Friesen eine Unterwerfung an Braunschweig und Oldenburg.
Für das Jahr 1515 ist überliefert, dass Hitte Sabbe Relevessen ein Gut in Hartwarden an den Oldenburger Grafen Johann V. abtrat. Zwei Jahre später wird der Golzwarder Pfarrer Heinrich nach Hartwarden versetzt. Für die Jahre 1611 und 1639 ist von einer Durchdämmung zum Hartwarder Sand in Rede, inwiefern diese erfolgreich war, ist jedoch nicht bekannt. Hartwarden weist eine überlieferte Bauernverfassung auf, diese wurde im Jahr 1716 Neu aufgesetzt da der alte Bauerbrief verloren gegangen war.
Im Jahr 1638 ist der erste Lehrer für Hartwarden bekannt, seit 1713 gab es eine Nebenschule. Im Jahr 1840 folgte der Neubau einer Schule. Hartwarden war seit Mitte des 18. Jahrhunderts Standort einer Schulacht und einer einklassigen und später eine zweiklassigen Schule. Die im Jahr 1933 aufgelöst wurde. Für die Zeit vor 1600 ist bereits eine Mühle überliefert. 1856 wurde in Hartwarden eine Windmühle gebaut, die vor 1914 zu einer Motormühle umgewandelt wurde.
1794 wurde der oldenburgische Amtmann Georg Amann, „Vater des Hunte-Ems-Kanals“, in Hartwarden geboren.
Über ein Flurstück namens Wunderburg auf der Feldmark von Hartwarden kursieren Spukgeschichten.

### Verwaltungsgeschichte
Alse war in der Frühen Neuzeit Teil der Vogtei Rodenkirchen, seit 1974 ist es Bestandteil der Gemeinde Stadland im Landkreis Wesermarsch. Von 1814 bis 1854 war Hartwarden Sitz des Amtes Rodenkirchen.

## Infrastruktur
Nordwestlich der Ortschaft verläuft die B 437. Das Strohauser Sieltief läuft durch Hartwarden. 1,5 Kilometer nördlich von Hartwarden befindet sich das Kernkraftwerk Unterweser. An Hartwarden schließen zwei Gewerbegebiete nördlich an. Die Bahnstrecke Blexen–Hude Schließt verläuft entlang der Ortschaft.

## Demographie
| Jahr    | Einwohner |
| ------- | --------- |
| 1675    | 132       |
| 1769    | 235       |
| 1781/83 | 195       |
| 1815    | 247       |
| 1844    | 194       |
| 1855    | 325       |
| 1895    | 530       |
| 1925    | 401       |
| 1939    | 440       |
| 1950    | 793       |
| 1961    | 543       |
| 1970    | 450       |